# Русское воеводство
Ру́сское воево́дство (пол. Województwo ruskie) — административно-территориальная единица Польского королевства, вошедшая в его состав как наследие королевского домена, составлявшая часть Малопольской провинции.
Административная область (воеводство) Польско-литовской республики, обнимавшая четыре «земли» и три повета: Львовскую землю с Жыдачовским поветом, Пшемысльскую землю, Санокскую землю и Галицкую землю с Коломыйским и Трембовельским поветами. Воеводство занимало площадь почти всей, на конец XVIII столетия, Галиции до Жешува и составляло часть провинции Малая Польша.

## История
Воеводство образовано около 1434 года из тех земель Галицко-Волынского княжества, которые были захвачены в последней четверти XIV века. Административным центром Русского воеводства был город Львов.
До занятия этих земель Казимиром Великим (1340 год) здесь находились три отдельных древнерусских княжества (Львовское, Галицкое, Перемышльское), впоследствии объединённых под названием Галицко-Волынское княжество (Королевство Руси) или Русская земля. В 1254 году Даниил Галицкий, под влиянием уговора своих западных союзников согласился принять королевский венец, принял в Дорогочине титул «короля Руси» от Папы римского Иннокентия IV, основав галицкий королевский дом. Потомки Даниила Романовича Галицкого имели титул «Rex Russiae» и «duces totius terrae Russiae, Galicie et Ladimirie» («король Руси» и «князь всей земли русской, галицкой и владимирской»). Также на печатях грамот 1316—1335 годов сыновья Юрия Львовича, Андрей и Лев, и внук по дочери, Болеслав-Юрий (Юрий II Болеслав), продолжали именоваться «Rex Russiae». Юрий II Болеслав был отравлен боярами в 1340 году и стал последним галицко-волынским князем (из польской династии Пястов) в титуле которого упоминалось «Королевство Руси». Смерть Юрия II положила конец независимости Галицко-Волынского княжества.

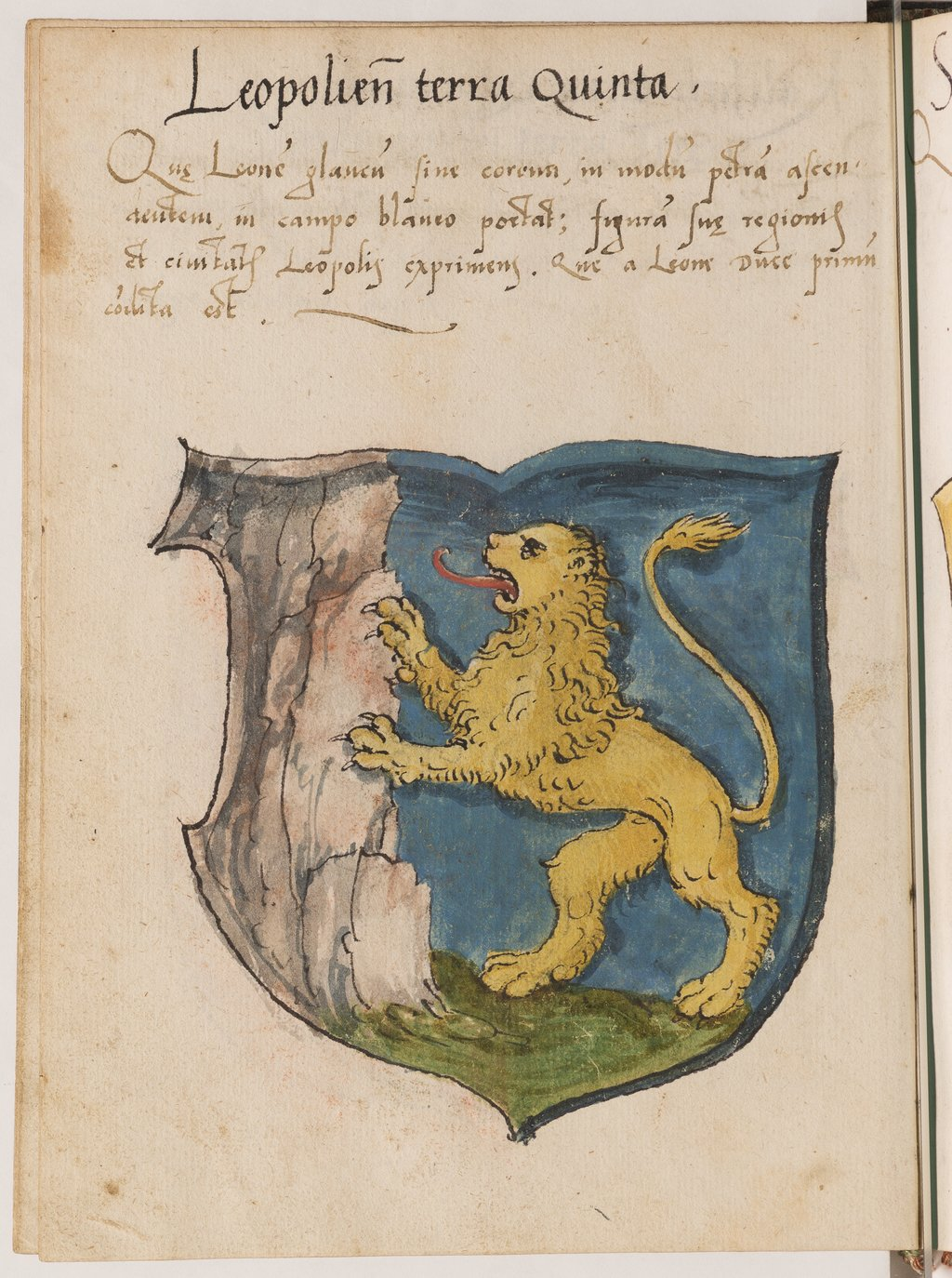
Герб Русского воеводства Речи Посполитой

Около 1434 года польский король Владислав III Варненчик издал привилей, который уравнял в правах галицко-русских бояр с польской шляхтой: отныне все шляхтичи и магнаты не платили налоги, а обязаны были нести только военную службу. Название «бояре» заменялось на титул «пан». Во главе администрации стоял воевода русский (пол. Wojewóda ruski), которого назначал король из числа крупных землевладельцев.
Количество жителей в 1629 году — 943 000, в 1770 году — 1 495 000.
В 1677 году в Русском воеводстве было около 3 090 сёл, а также 160 городов и местечек.
Русское воеводство было ликвидировано в 1772 году, после раздела Речи Посполитой, когда Галиция вошла в состав королевства Галиции и Лодомерии Австрийской империи; Холмский повет вошёл в состав Российской империи.

## География

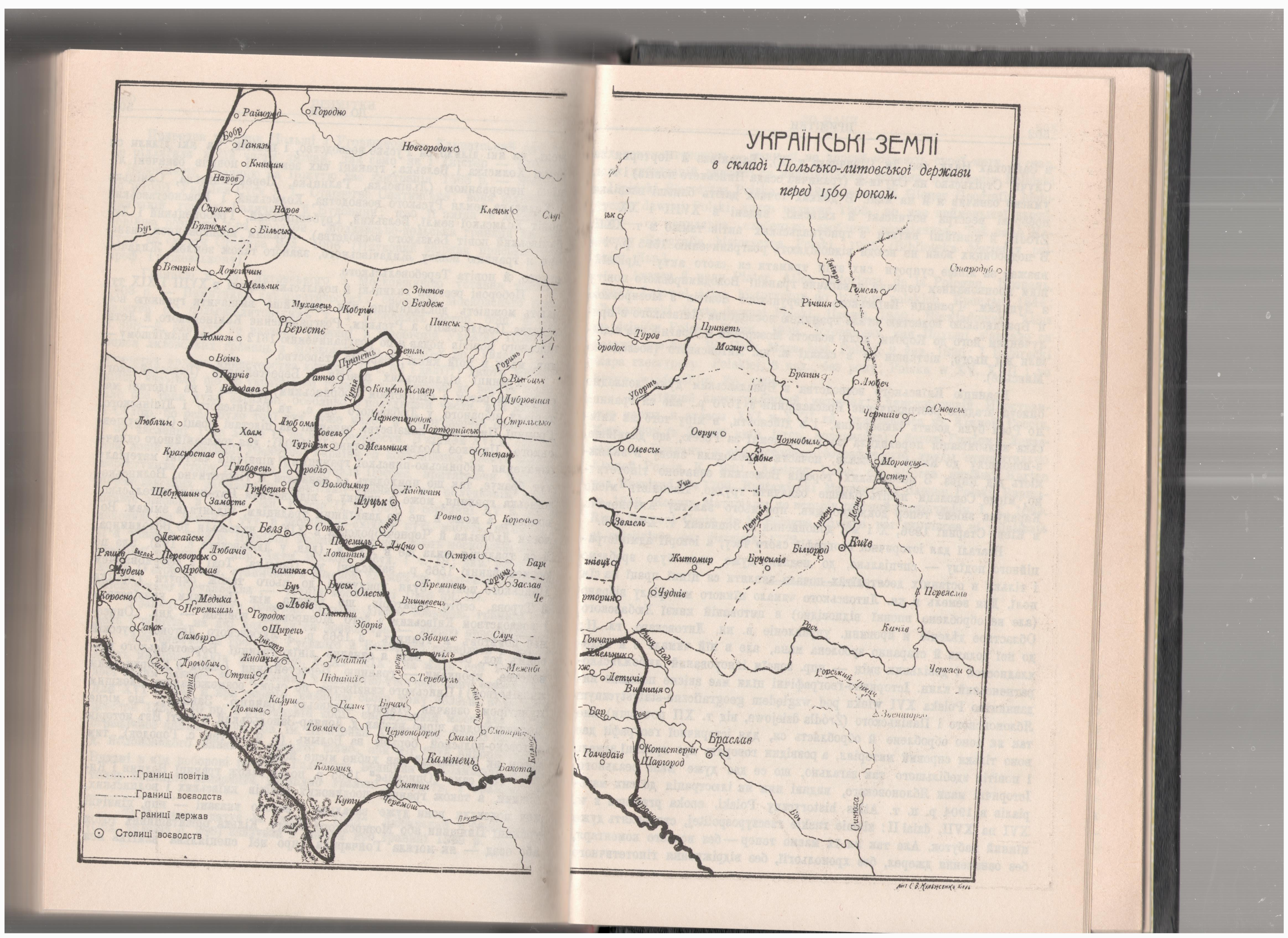
Границы земель Русского воеводства

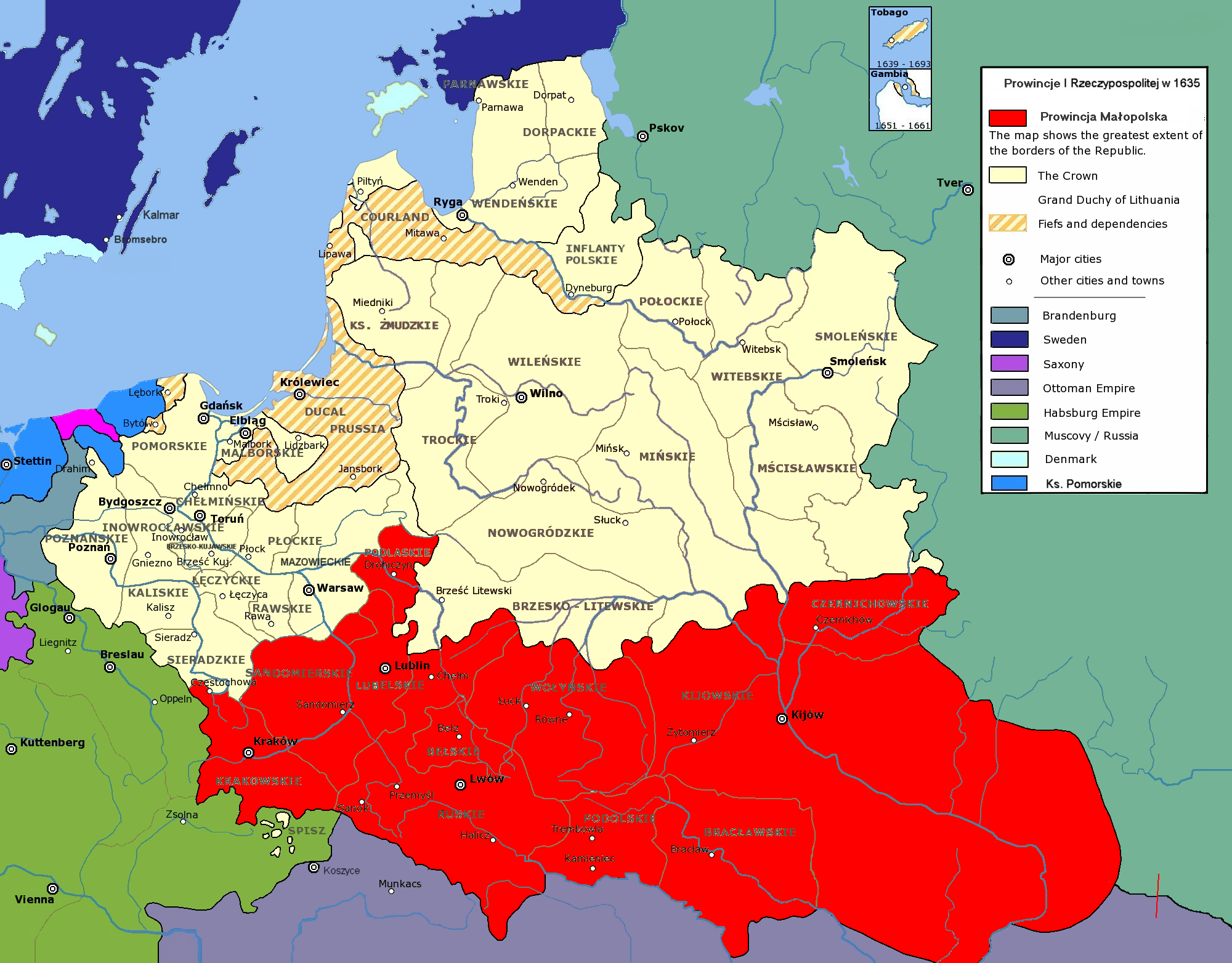
Русское воеводство в составе малопольской провинции в 1635.

Русское воеводство состояло из земель и поветов (границы которых в основном соответствовали бывшим удельным княжествам и волостям Руси):

### Львовская земля
- Львовский повет
- Жыдачовский повет, центр — Жидачов

### Перемышльская земля
Столица — Пшемысль
- Пшемысльский повет
- Пшеворский повет, центр — Пшеворск
- Самборский повет, центр — Самбор
- Дрогобычский повет, центр — Дрогобыч
- Стрыйский повет, центр — Стрый

### Галицкая земля
Столица — Галич
- Галицкий повет
- Коломыйский повет, центр — Коломыя
- Трембовельский повет, центр — Теребовля

### Холмская земля
Столица — Хелм
- Хелмский повет
- Красноставский повет, центр — Красныстав
- Ратненский повет, центр — Ратно

### Санокская земля
Столица — Санок
- Санокский повет